# Szkoła Podoficerów Piechoty dla Małoletnich Nr 3
Szkoła Podoficerów Piechoty dla Małoletnich Nr 3 – szkoła podoficerska piechoty Wojska Polskiego.

## Formowanie i zmiany organizacyjne
Z dniem 1 sierpnia 1932 batalion podchorążych rezerwy piechoty nr 10a w Nisku przeformowano na Szkołę Podoficerska Piechoty dla Małoletnich nr 3.

## Obsada personalna szkoły
Organizacja i obsada personalna w 1939
Pokojowa obsada personalna szkoły w marcu 1939 roku:
- komendant – ppłk piech. Jan II Wantuch[b]
- adiutant – kpt. Jan Kazimierz Rogoziński
- lekarz medycyny – por. lek. Mieczysław Władysław Stankiewicz
- z-ca komendanta ds. gospodarczych – kpt. adm. (piech.) Piotr Leopold Bochnak
- oficer administracyjno-materiałowy – kpt. Aleksander Klemens Bernakiewicz
- oficer gospodarczy – kpt. int. Wojciech Nowak
- dowódca 1 kompanii – kpt. adm. (piech.) Feliks Boluk
- dowódca plutonu – por. Stefan Jan Kacprzak
- dowódca plutonu – por. Jerzy Wróblewski
- dowódca plutonu – kpt. Władysław Turski
- dowódca 2 kompanii – kpt. Stanisław Smagowicz
- dowódca plutonu – kpt. Stefan Antoni Abramowicz
- dowódca plutonu – por. Marian Baran
- dowódca plutonu – por. piech. Bronisław Ejfler †1940 Charków[5]
- dowódca 3 kompanii – kpt. Antoni Chorocej
- dowódca plutonu – por. Julian Mikuła
- dowódca plutonu – por. Stanisław Dedelis
- dowódca plutonu – por. Mieczysław Kazimierz Zacharski

## Komendanci
- mjr piech. Jan III Szewczyk (XII 1932 – I 1934)
- ppłk piech. Rudolf Matuszek (I 1934 – III 1939)
- ppłk piech. Jan II Wantuch (1939)

## Absolwenci
- Stanisław Brzeski (1935)
- Jan Budziński (1936)